# Leópolis
Leópolis est une municipalité brésilienne située dans l'État du Paraná.